# Associazione Sportiva Cusiana 1935-1936
Questa pagina raccoglie le informazioni riguardanti l'Associazione Sportiva Cusiana nelle competizioni ufficiali della stagione 1935-1936.

## Rosa
| N. |                   | Ruolo | Calciatore        |
| -- | ----------------- | ----- | ----------------- |
|    | Italia (bandiera) | A     | Vittorio Barberis |
|    | Italia (bandiera) | P     | Giovanni Bazzetta |
|    | Italia (bandiera) | P     | Carlo Borghesio   |
|    | Italia (bandiera) | D     | Agostino Bovati   |
|    | Italia (bandiera) | A     | Adolfo Bricchi    |
|    | Italia (bandiera) | D     | Luigi Carmagnola  |
|    | Italia (bandiera) | A     | Marco Cattaneo    |
|    | Italia (bandiera) | A     | Filippi           |
|    | Italia (bandiera) | A     | Giovanni Manini   |

| N. |                   | Ruolo | Calciatore        |
| -- | ----------------- | ----- | ----------------- |
|    | Italia (bandiera) | D     | Gino Mosca        |
|    | Italia (bandiera) | C     | Luigi Ottolina    |
|    | Italia (bandiera) | A     | Peroni            |
|    | Italia (bandiera) | D     | Giovanni Porta    |
|    | Italia (bandiera) | A     | Puricelli         |
|    | Italia (bandiera) | D     | Narciso Sacchiero |
|    | Italia (bandiera) | D     | Giulio Vanetti    |
|    | Italia (bandiera) | A     | Giovanni Zanni    |